# Eucratodes agassizii
Eucratodes agassizii är en kräftdjursart som beskrevs av Alphonse Milne-Edwards 1880. Eucratodes agassizii ingår i släktet Eucratodes, överfamiljen Xanthoidea, ordningen tiofotade kräftdjur, klassen storkräftor, fylumet leddjur och riket djur. Inga underarter finns listade i Catalogue of Life.